# Dina Feitelson
Dina Feitelson (en hebreo: דינה פייטלסון‎), también conocida como Dina Feitelson-Schur (en hebreo: דינה פייטלסון-שור‎) (Viena, 1926 - 1992), fue una educadora y erudita israelí en el campo del aprendizaje de la lectura.

## Biografía
Dina Schur nació en 1926 en Viena y emigró a Eretz Israel en 1934. Estudió en el Herzliya Hebrew Gymnasium en la clase 32, que se graduó en 1944.
Después de graduarse estudió filosofía en la Universidad Hebrea de Jerusalén. Sus estudios fueron interrumpidos por la guerra de independencia de Israel. Durante la guerra sufrió una herida grave en la cabeza.
Después de graduarse, trabajó como maestra de escuela primaria y luego como inspectora del Ministerio de Educación. Paralelamente también se embarcó en una carrera académica, inicialmente en la Universidad Hebrea de Jerusalén. Luego, en 1973, aceptó un puesto en la Universidad de Haifa, donde se graduó de profesora de Educación. Continuó trabajando allí hasta su muerte en 1992.

## Premios y reconocimientos
En 1953, Feitelson recibió el Premio Israel, en su año inaugural, en el campo de la educación por su trabajo sobre las causas del fracaso en niños de primer grado. Fue la primera mujer en recibir este premio, y también la más joven en recibirlo, a los 27 años.
Poco antes de su muerte, Feitelson fue incluida en el Salón de la Fama de la Lectura de la Asociación Internacional de Lectura.
En 1997, la Asociación Internacional de Lectura estableció el Premio de Investigación Dina Feitelson, para honrar la memoria de Dina Feitelson al reconocer un estudio empírico sobresaliente publicado en inglés en una revista referida. El trabajo debe informar sobre uno o más aspectos de la adquisición de la lectoescritura, como la conciencia fonológica, el principio alfabético, el bilingüismo o los estudios transculturales de la lectura inicial.

## Obras publicadas
- Feitelson, Dina (1988). Facts and Fads in Beginning Reading: A Cross-Language Perspective. Norwood, New Jersey, United States: Ablex. ISBN 0-89391-507-6.

## Otras lecturas
- Joseph Shimron, ed. (1996). Literacy and Education: Essays in Memory of Dina Feitelson. Kresskill, New Jersey, United States: Hampton Press Inc. ISBN 1-57273-033-1.